# 札幌温泉
札幌温泉（さっぽろおんせん）は、かつて北海道札幌市に存在した温泉保養施設。

## 歴史・概要
大正時代、高倉新一郎の父・高倉安次郎は十勝の電気事業等で得た資金を元手に、札幌で次なる事業を立ち上げた。宝塚市での土地分譲を手本として、後に旭山記念公園が造られる丘陵とその周辺を一大別荘地に仕立て上げようとしたのである。
1923年（大正12年）、札幌温泉土地株式会社が設立し、第1期309区画の土地分譲を開始した。また、定山渓温泉の温泉水を利用するため、総延長27キロメートルの管を地下1メートルの深さに埋設し、流れるうちに冷めた湯を沸かし直して溜めた浴場を建設した。さらに札幌温泉電気軌道を敷設し、湯治客の移動手段とした。
1926年（大正15年）5月8日午前11時、札幌温泉本館の150畳敷きの大広間にて開館式を挙行。翌5月9日に施設が正式オープンした。料金は1人1泊3円より。屋外には子供向けの遊具やミニ動物園まで設えられていた。
札幌温泉は当初こそ物珍しさから日帰り客でにぎわったものの、昭和時代に入ってからの不景気で次第に客足は遠のき、まして土地を買おうという者は現れなかった。100万円ほどの私財を投じた安次郎は、資金を回収できぬままに会社を解散。1930年（昭和5年）に起きた温泉電車の変電所の火災がとどめを刺すかっこうとなり、施設は閉鎖された。